# Pull-up
W elektronice pull-up to podłączenie linii lub wyprowadzenia układu scalonego do napięcia zasilania poprzez rezystor o wartości (zazwyczaj) kilku kiloomów.
Tego typu połączenie powoduje utrzymywanie się na magistrali stanu wysokiego, kiedy żadne urządzenie nie nadaje, a zarazem zapobiega występowaniu stanów nieustalonych.
Układy w serii TTL posiadają automatyczny pull-up na wszystkich wejściach (wynika to z zasady konstrukcji układów TTL).